# Kamenka (Woronesch)
Kamenka (russisch Ка́менка) ist eine Siedlung städtischen Typs in der Oblast Woronesch in Russland mit 9192 Einwohnern (Stand 14. Oktober 2010).

## Geographie
Der Ort liegt gut 100 km Luftlinie südlich des Oblastverwaltungszentrums Woronesch im Waldsteppengebiet westlich des Don.
Kamenka ist Verwaltungszentrum des Rajons Kamenski sowie Sitz und einzige Ortschaft der Stadtgemeinde Kamenskoje gorodskoje posselenije.

## Geschichte
Der Ort wurde 1750 als Weiler (chutor) von Kosaken des Ostrogoschsker Kosakenregiments gegründet. Anfang der 1870er-Jahre wurde die Bahnstrecke Moskau – Woronesch – Rostow am Don vorbeigeführt und dort die Station Jewdakowo eröffnet, benannt nach dem etwa 5 km nordwestlich gelegenen Sitz der damaligen Wolost.
In Folge wuchs die Bedeutung des bei der Station gelegenen Dorfes Kamenka, sodass der Wolostsitz nach dort verlegt wurde. 1928 wurde es Verwaltungssitz des neu geschaffenen, nach ihm benannten Rajons. 1937 erhielt Kamenka den Status einer Siedlung städtischen Typs. Der Rajon wurde 1935 in Jewdakowski rajon umbenannt und 1962 vorübergehend aufgelöst, aber 1973 unter heutigem Namen wiederhergestellt.
Im Zweiten Weltkrieg war Kamenka von Juli 1942 bis zum 18. Januar 1943 von der deutschen Wehrmacht besetzt.

### Bevölkerungsentwicklung
| Jahr | Einwohner |
| ---- | --------- |
| 1926 | 1286      |
| 1939 | 5293      |
| 1959 | 7035      |
| 1970 | 7614      |
| 1979 | 8660      |
| 1989 | 9478      |
| 2002 | 9583      |
| 2010 | 9192      |

Anmerkung: Volkszählungsdaten

## Verkehr
In Kamenka befindet sich die Station Jewdakowo bei Kilometer 714 der auf diesem Abschnitt 1871 eröffneten und seit 1964 elektrifizierten Eisenbahnstrecke Moskau – Woronesch – Rostow am Don.
Am westlichen Ortsrand verläuft die Regionalstraße 20K-W38 (ehemals R194) Woronesch – Ostrogoschsk – Rossosch – Kantemirowka – ukrainische Grenze (dort weiter Richtung Luhansk).